# Im Yoon-ah
Im Yoon-ah (kor. 임윤아, ur. 30 maja 1990 w Seulu), lepiej znana jako Yoona – południowokoreańska piosenkarka i aktorka. Po pięciu latach trenowania zadebiutowała  jako członkini girlsbandu Girls’ Generation (a później jej podgrupy Girls’ Generation-Oh!GG) w sierpniu 2007 roku. Zespół stał się jednym z najlepiej sprzedających się artystów w Korei Południowej i jedną z najpopularniejszych dziewczęcych grup na świecie. Oprócz aktywności w zespole, Yoona występowała w różnych dramach telewizyjnych, w szczególności w serialu You Are My Destiny (2008), który był przełomem w jej karierze i zdobył nagrody dla Najlepszej Nowej Aktorki na 23. KBS Drama Awards i 45. Baeksang Arts Awards.
Od tego czasu Yoona zdobyła dalszą uwagę publiczną i uznanie aktorskie dzięki różnym rodzajom ról w dramach takich jak Love Rain (2012), Premier & I (2013), The K2 (2016), The King in Love (2017) ), Hush (2020–21) i Big Mouth (2022). Jej prace filmowe obejmują takie produkcje jak Confidential Assignment (2017), Exit (2019) – jej pierwsza główna rola – oraz Confidential Assignment 2 (2022), które wszystkie są jednymi z najbardziej dochodowych filmów w Korei Południowej.
30 maja 2019 roku Yoona wydała swój debiutancki minialbum A Walk to Remember, który zadebiutował na trzecim miejscu na South Korea's Gaon Album Chart.
Sukces muzyczny i aktorski Yoony przyniósł jej wiele umów reklamowych, zwłaszcza z długotrwałym współpracownikiem Innisfree, i ugruntował jej pozycję jako czołowej idolki-aktorki Hallyu.

## Życiorys i kariera

### 1990–2007: Wczesne początki życia i kariery
Yoona urodziła się 30 maja 1990 roku w dzielnicy Yeongdeungpo-gu w Seulu, w Korei Południowej. Jej rodzina składa się z ojca i starszej siostry, która jest od niej starsza o pięć lat.
W 2002 roku Yoona została wybrana podczas przesłuchań otwartych SM Saturday Casting Audition i spędziła pięć lat „nic innego jak ciągłe szkolenie” w śpiewaniu, tańcu i aktorstwie. Przed debiutem Yoona została przedstawiona publiczności poprzez różne występy w teledyskach i reklamach; po raz pierwszy pojawiła się w teledysku „Magic Castle” zespołu TVXQ w grudniu 2004 roku. Oficjalnie zadebiutowała jako członkini Girls’ Generation w sierpniu 2007 roku, stając się „centrum” grupy.

### 2008–2016: Kariera aktorska
Oprócz aktywności w Girls’ Generation, Yoona wystąpiła w kilku serialach telewizyjnych. Jej kariera aktorska rozpoczęła się w 2007 roku rolą drugoplanową w dramacie Two Outs in the Ninth Inning emitowanym przez MBC. Następnie pojawiła się w dramacie Woman of Matchless Beauty (2008) również emitowanym przez MBC, gdzie została pochwalona za swoje cameo przez doświadczoną aktorkę Bae Jong-ok.
W maju 2008 roku Yoona dostała swoją pierwszą główną rolę w dramacie You Are My Destiny emitowanym przez KBS, gdzie wcieliła się w postać Jang Sae-byuk. Drama osiągnęła wysoką oglądalność sięgającą nawet 41,5%, a Yoona zdobyła szersze uznanie publiczne. Uważała tę rolę za punkt zwrotny w swojej karierze i otrzymała dwie nagrody dla najlepszej nowej aktorki na 2008 KBS Drama Awards  i 45. Baeksang Arts Awards. W 2009 roku Yoona została obsadzona w dramie MBC Cinderella Man razem z Kwon Sang-woo.

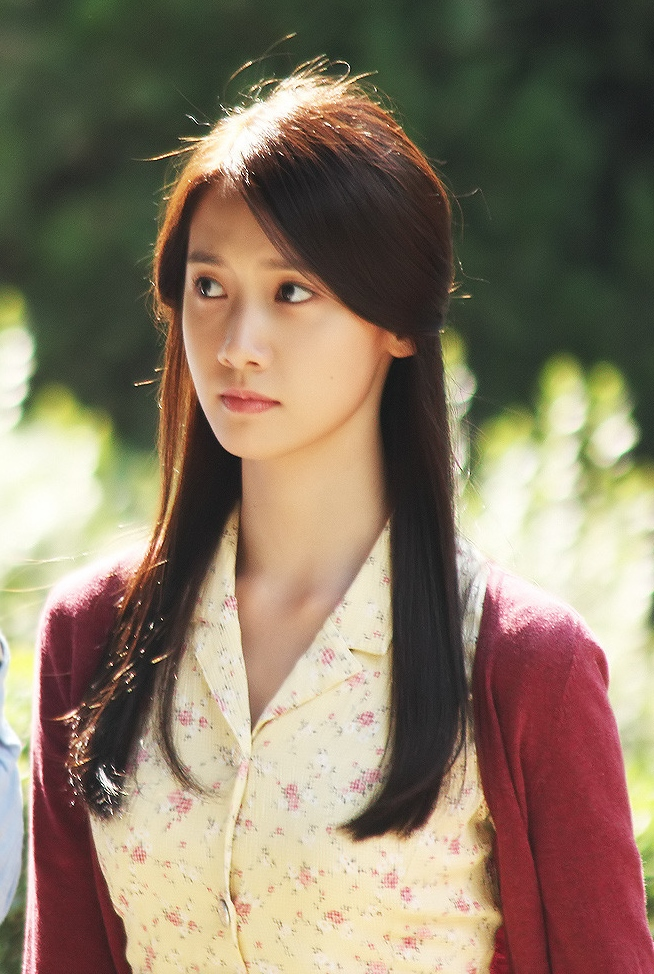
Kręcenie serialu Love Rain we wrześniu 2011 roku

W marcu 2012 roku Yoona została obsadzona w głównej roli obok Janga Geun Suka w dramie Love Rain emitowanej na antenie KBS2. Był to dramat fantasy opowiadający historię przeznaczenia, w którym potomkowie nieszczęśliwej pary, która spotkała się w latach 70., spotykają się i zakochują w sobie w współczesnej erze. Yoona zagrała dwie postacie: Yun-hee z lat 70. oraz Ha-na z czasów współczesnych. Pomimo niskiej oglądalności w kraju i krytyki za brak związku z widzami, gra aktorska Yoony spotkała się z pozytywnymi recenzjami. Yoon Ga-ee z OSEN napisała: „Prędkość, z jaką rozwija się jej aktorstwo, jest olśniewająca. Dojrzała do tego stopnia, że chce się zapytać: 'Kiedy jej gra stała się tak dobra?' Krytyka, która podążała za nią podczas 'Cinderella Man', teraz gdzieś zniknęła”.  Choi In-kyung z Hankook Ilbo powiedział, że jej aktorstwo ciągle się poprawia i „Yoona jest całkowicie zanurzona w swojej postaci i teraz sama stała się„ Haną ”. Drama wzbudziła duże zainteresowanie zagraniczne i została sprzedana do Japonii za 10 milionów dolarów, co było drugą najwyższą ceną dla dramy KBS w tamtym czasie, częściowo ze względu na popularność Yoony.
W grudniu 2013 roku Yoona wystąpiła u boku Lee Beom-soo w romantycznym dramacie komediowym Premier & I emitowanej na antenie KBS2. Luźno oparta na filmie muzycznym The Sound of Music, Yoona wcieliła się w postać Nam Da-jung, młodej i upartej reporterki, która zakochuje się w premierze. Drama spotkała się z niską oglądalnością, ale występ Yoony został chwalony, a ona sama zdobyła nagrodę Excellence Award na gali KBS Drama Awards 2013.
W marcu 2016 roku Yoona wydała swój pierwszy solowy singiel „Deoksugung Stonewall Walkway” we współpracy z południowokoreańskim zespołem indie 10cm, w ramach projektu SM Station. Ten utwór w stylu urban-pop osiągnął szczyt na 24. miejscu listy Gaon Digital Chart. Portal Fuse opisał go jako „lekki i łatwy do słuchania” i pochwalił, jak  „urokliwie” Yoona wykonuje ten utwór.
W kwietniu 2016 roku Yoona została obsadzona w swojej debiutanckiej chińskiej dramie God of War, Zhao Yun, opartej na chińskiej powieści Romance of the Three Kingdoms. Wystąpiła w dwóch rolach – jedna zakochuje się w głównym bohaterze, ale później odkrywa, że ten zabił jej ojca, podczas gdy druga jest utalentowana w sztukach walki. Oglądalność dramy osiągnęła ponad 2%, co zostało opisane jako „ogromny sukces” w porównaniu z dużą populacją Chin. Drama zanotowała również ponad 10 miliardów wyświetleń na różnych stronach internetowych z filmami online, co świadczyło o popularności Yoony w Chinach. W sierpniu 2016 roku, po sukcesie dramy, Yoona wydała chiński minialbum cyfrowy zatytułowany Blossom, który zawiera jej interpretacje znanych mandaryńskich piosenek.

### Od 2016: Role przejściowe i debiut solowy
We wrześniu 2016 roku Yoona wystąpiła w thrillerze akcji The K2 emitowanym na antenie tvN. Zmęczona stereotypowym, cukierkowym wizerunkiem i zawsze obarczona uprzedzeniami wobec aktorek-idolek, Yoona porzuciła publiczne postrzeganie i skupiła się na roli jako „osobistym wyzwaniu”. Jej wysiłek został doceniony przez widzów, a jej gra aktorska zdobyła uznanie krytyków.

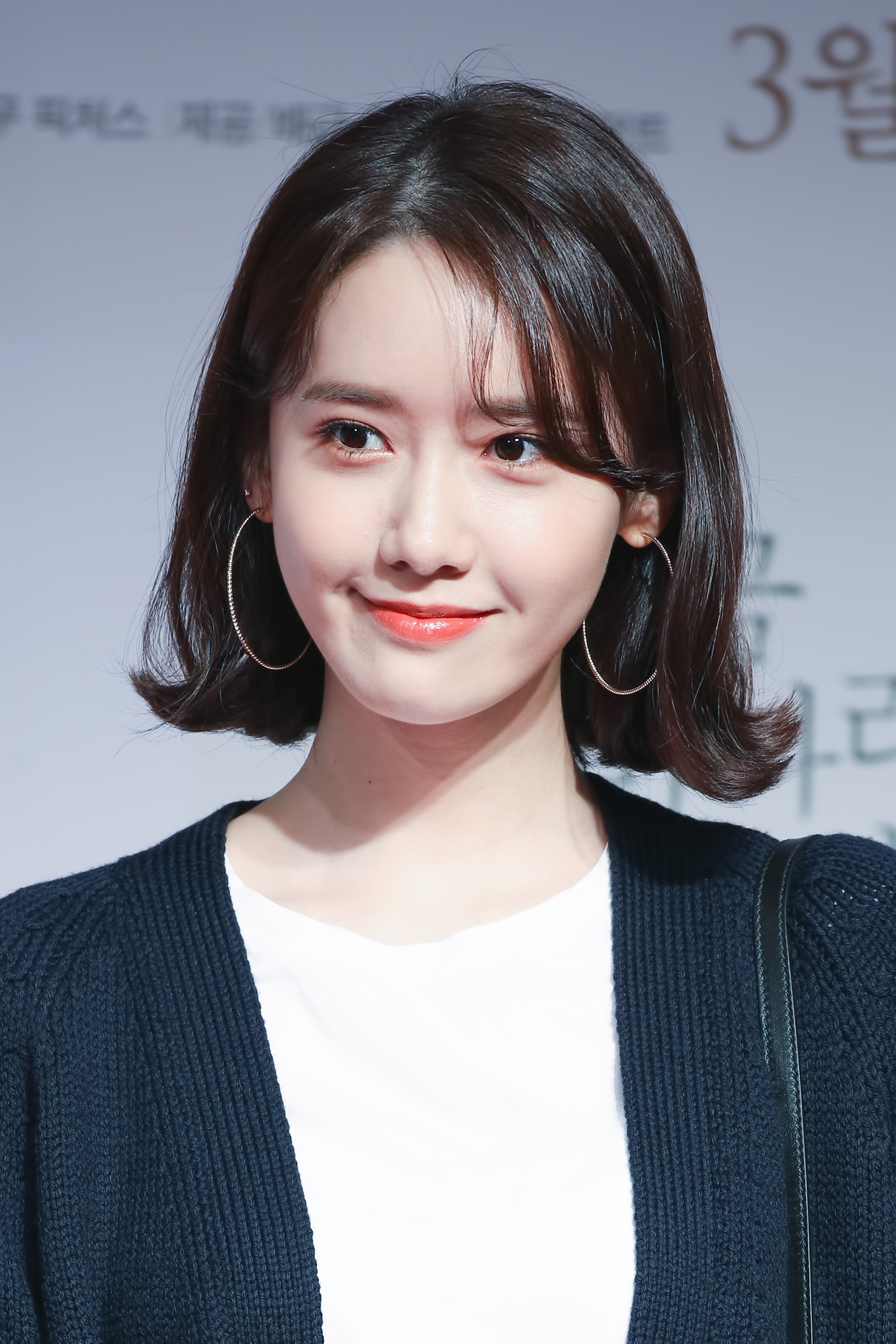
Yoona w marcu 2018 roku

W styczniu 2017 roku Yoona zadebiutowała w filmie akcji Confidential Assignment. Jej występ został dobrze przyjęty, a zdobyła kilka nagród, takich jak AFA Next Generation Award na Asian Film Awards oraz Nagrodę dla nowego talentu na Korean Film Shining Star Awards. Następnie wystąpiła w historycznym dramacie MBC The King in Love, będącym adaptacją powieści o tym samym tytule autorstwa Kim Yi-ryung. We wrześniu 2017 roku Yoona wydała swój drugi solowy singiel „When The Wind Blows” jako część projektu SM Station.
W 2018 roku Yoona dołączyła do drugiego sezonu programu Hyori's Homestay. Po zakończeniu tego programu wydała swój trzeci solowy singiel „To You”. W sierpniu 2018 roku powstała podgrupa Girls’ Generation o nazwie Oh! GG, w skład której weszły Yoona oraz cztery inne członkinie, które zdecydowały się przedłużyć kontrakty z SM Entertainment. Grupa wydała singiel „Lil 'Touch”.
Aby uczcić swoje 29. urodziny, Yoona wydała swój debiutancki minialbum zatytułowany A Walk to Remember 30 maja 2019 roku. Album stał się najszybciej sprzedającym się albumem w ciągu pierwszych 24 godzin przez solistkę. W lipcu tego samego roku Yoona wystąpiła w katastroficznym filmie akcji Exit u boku Jo Jung-suka. Film stał się najpopularniejszym filmem lata i jednym z najbardziej dochodowych filmów w Korei Południowej, przyciągając ponad dziewięć milionów widzów. Jej pierwsza główna rola przyniosła jej kilka nagród i nominacji, w tym pierwszą nominację do Blue Dragon i Chunsa Film Art Awards w kategorii Najlepsza Aktorka, oraz zwycięstwo w kategorii Najlepsza Aktorka na 1. Międzynarodowym Festiwalu Filmów Akcji Asan Chungmugong.
Pod koniec 2020 roku Yoona powróciła na mały ekran w dramacie biurowym Hush emitowanym na antenie JTBC, w którym zagrała rolę stażystki-reporterki. W 2021 roku Yoona wystąpiła w dramacie romantycznym Miracle: Letters to the President w reżyserii Lee Jang-hoona, a także pojawiła się w romantycznej komedii A Year-End Medleyw reżyserii Kwak Jae-yonga. Pierwszy film przyniósł jej drugą nominację do nagrody Blue Dragon dla najlepszej aktorki oraz pierwszą nominację do nagrody Baeksang dla najlepszej aktorki.
W 2022 roku została obsadzona w serialu telewizyjnym Big Mouth jako żona Lee Jong Suka. Powtórzyła także swoją rolę w sequelu komedii akcji Confidential Assignment 2: International, która również stała się jednym z najbardziej dochodowych filmów w Korei Południowej, podobnie jak jej poprzednik. Otrzymała pochwały za oba występy, a za ten drugi zdobyła swoją pierwszą nagrodę dla najlepszej aktorki drugoplanowej na 58. ceremonii wręczenia nagród Grand Bell Awards.

## Życie prywatne
Yoona ukończyła Daeyoung High School w 2009 roku. Następnie podjęła studia teatralne i w lutym 2015 roku ukończyła Dongguk University, otrzymując nagrodę za całokształt osiągnięć podczas ceremonii absolwenckiej. Jej koleżanka z zespołu Girls’ Generation, Seohyun, również studiowała na tej samej uczelni. W 2014 roku została również wybrana ambasadorką uniwersytetu, wraz z Naeun z zespołu Apink i aktorką Park Ha-sun.

## Dyskografia

### Solo
Minialbumy
| Rok  | Dane dot. albumu                                                                                             | Najwyższa pozycja | Najwyższa pozycja | Sprzedaż       |
| Rok  | Dane dot. albumu                                                                                             | KOR (Circle)      | US World          | Sprzedaż       |
| ---- | --- | ----------------- | ----------------- | -------------- |
| 2017 | Blossom - Wydany: 4 sierpnia 2017 (CHN) - Wytwórnia: SM Entertainment - Format: digital download             | –                 | –                 | –              |
| 2019 | A Walk to Remember - Wydany: 30 maja 2019 (KOR) - Wytwórnia: SM Entertainment - Format: CD, digital download | 3                 | 13                | - KOR: 53 051+ |

## Filmografia

### Filmy
| Rok  | Tytuł                                    | Rola            | Informacje                |
| ---- | ---------------------------------------- | --------------- | ------------------------- |
| 2012 | I AM.                                    | ona sama        | Film biograficzny SM Town |
| 2015 | SMTown The Stage                         | ona sama        | Film dokumentalny SM Town |
| 2017 | Confidential Assignment                  | Park Min-young  |                           |
| 2019 | Exit                                     | Jung Eui-joo    |                           |
| 2021 | Miracle: Letters to the President        | Piosenka Ra-hee |                           |
| 2021 | House of Hummingbird                     | Narrator        | Wersja bez barier         |
| 2021 | A Year-End Medley                        | Soo-yeon        |                           |
| 2022 | Confidential Assignment 2: International | Park Min-young  |                           |
| -    | 2 O’Clock Date                           | Jeong Seon-ji   |                           |

### Seriale telewizyjne
| Rok       | Tytuł                                     | Rola                      | Informacje              |
| --------- | ----------------------------------------- | ------------------------- | ----------------------- |
| 2007      | Two Outs in the Ninth Inning              | Shin Joo-young            |                         |
| 2008      | Unstoppable Marriage                      | Bulgwang-donga            | Cameo (Odc. 64)         |
| 2008      | Woman of Matchless Beauty, Park Jung-geum | Mi-ae                     | Cameo (Odc. 19, 20, 23) |
| 2008–09   | You Are My Destiny                        | Jang Sae-byuk             |                         |
| 2009      | Cinderella Man                            | Seo Yoojin                |                         |
| 2012      | Love Rain                                 | Kim Yoon-hee / Jung Ha-na |                         |
| 2013–14   | Prime Minister & I                        | Nam Da-jung               |                         |
| 2015      | My First Time                             | Im yoon ah                | Cameo (Odc. 1)          |
| 2016      | God of War, Zhao Yun                      | Xiahou Qingyi / Ma Yurou  | Chiński dramat          |
| 2016      | The K2                                    | Idź An-na                 |                         |
| 2017      | The King in Love                          | Eun San / So-hwa          |                         |
| 2020–2021 | Hush                                      | Lee Ji-soo                |                         |
| 2022      | Big Mouth                                 | Idź Mi-ho                 |                         |
| 2023      | King the Land                             | Cheon Sa-rang             |                         |

### Programy telewizyjne
| Rok  | Tytuł            | Rola             | Informacje |
| ---- | ---------------- | ---------------- | ---------- |
| 2010 | Family Outing 2  | Regularna obsada |            |
| 2018 | Hyori's Homestay | Regularna obsada | Sezon 2    |

### Hosting
| Rok  | Tytuł                                                | Informacje                                            |
| ---- | ---------------------------------------------------- | ----------------------------------------------------- |
| 2009 | KBS Entertainment Awards                             | z Lee Kyung-kyu i Lee Ji-ae                           |
| 2010 | World Cup Festival                                   | z Kim Yong-manem i Yoon Hyun-jinem                    |
| 2010 | Sharing Love Concert                                 | z Jung Yong-hwa i Jo Kwon                             |
| 2011 | KBS Entertainment Awards                             | z Shin Dong-yupem i Lee Ji-ae                         |
| 2011 | SBS Gayo Daejeon                                     | z Lee Seung-gi i Song Ji-hyo                          |
| 2012 | KBS Song Festival                                    | z Sung Si-kyung i Jung Yong-hwa                       |
| 2013 | KBS Drama Awards                                     | z Lee Mi-sookiem, Shin Hyun-joonem i Joo Sang-wookiem |
| 2013 | Korea-China Friendship Concert                       | z Ok Taec-yeon i Cho Kyuhyun (w Pekinie, Chiny)       |
| 2014 | KBS Song Festival                                    | z Lee Hwi-jae i Ok Taec-yeon                          |
| 2015 | DMZ Peace Concert                                    | z Kim Sung-joo                                        |
| 2015 | MBC Gayo Daejejeon                                   | z Kim Sung-joo                                        |
| 2016 | Women in Film Awards                                 | w ARTNINE w Seulu                                     |
| 2016 | MBC Gayo Daejejeon                                   | z Kim Sung-joo                                        |
| 2017 | 22nd Busan International Film Festival               | Z Jang Dong-gunem                                     |
| 2017 | 2018 Pyeongchang Winter Olympics G-100 K-POP Concert | z Bae Sung-jae                                        |
| 2017 | MBC Gayo Daejejeon                                   | z Suho i Cha Eun-woo                                  |
| 2018 | MBC Gayo Daejejeon                                   | z Noh Hong-chulem, Choi Min-ho i Cha Eun-woo          |
| 2019 | MBC Gayo Daejejeon                                   | z Cha Eun-woo i Jang Sung-kyu                         |
| 2020 | MBC Gayo Daejejeon                                   | z Jang Sung-kyu i Kim Seon-ho                         |
| 2021 | MBC Gayo Daejejeon                                   | z Lee Jun-ho i Jang Sung-kyu                          |
| 2022 | 1st Blue Dragon Series Awards                        | z Jun Hyun-moo                                        |
| 2022 | MBC Gayo Daejejeon                                   | z Lee Jun-ho i Jang Sung-kyu                          |